# OllyDbg
OllyDbg (만든이인 Oleh Yuschuk의 이름을 딴)는 바이너리 코드 분석을 위한 x86 디버거로서, 소스 코드가 없을 때 유용하게 사용된다. 이것은 레지스터를 추적하고, 함수, API 호출, Switch 문, 표 (table), 상수 그리고 문자열을 인식하며, 오브젝트 파일과 라이브러리에서 루틴들의 위치를 찾아준다. 올리디버거는 사용자 친화적인 인터페이스를 갖고 있고 제 3의 플러그인들을 통해 기능을 확장할 수 있다. 버전 1.10은 1.x 출시작들의 마지막이며, 버전 2.0이 2010년 6월에 출시되었다. 이 버전부터는 처음부터 다시 써졌다고 한다. 가격은 무료이지만 셰어웨어 라이선스는 사용자가 등록을 해야 한다.  또한 현재 버전의 올리디버거는 64비트 CPU 용으로 컴파일된 바이너리는 역어셈블할 수 없다. 하지만 64비트 버전의 디버거가 나올 예정이다.

## 리버스 엔지니어링
올리디버거는 종종 프로그램의 리버스 엔지니어링에 사용된다. 그리고 크래커들이 소프트웨어를 소프트웨어 크래킹하기 위한 용도로도 사용된다. 이것은 높은 유용성과 사용하기 편하다는 특징 때문에 크랙이나 리버스 엔지니어링을 위한 주요 툴로서 사용된다. (어떤 32비트 실행 파일도 실시간으로 디버거가 사용할 수 있는 어셈블리로 편집될 수 있다.) 또한 프로그래머에게 프로그램이 의도된 대로 실행되는지를 보장하기 위해서나 악성코드 분석을 목적으로도 유용하게 사용된다.

## 관련된 소프트웨어
- IDA 프로 (IDA Pro)
- 치트 엔진